# Laird Centaur
Il veicolo multiruolo Centaur è stata una reinvenzione del concetto di semicingolato eseguita dalla Laird alla fine degli anni settanta, con un veicolo Land Rover a passo lungo il cui asse posteriore è stato sostituito da un treno di cingoli, che permetteva maggiore mobilità su terreno vario. Nonostante la possibilità di sistemare mitragliatrici da 7,62 o 12,7 e mitragliere da 20 mm, posamine Ranger con 72 tubi e 36 mine per tubo (antiuomo), traino di artiglierie leggere e missili Rapier, non pare che abbia avuto successo commerciale, ma resta un interessante ed originale veicolo ad alta mobilità, che ha reinventato la vecchia concezione del semicingolato, anche se senza corazzature protettive (che del resto anche molti semicingolati non avevano).